# Teresa Imer
Teresa Imer eller Teresa Cornelys, född 1723 i Venedig  död 19 augusti 1797, var en italiensk sångerska, teaterdirektör, salongsvärd och äventyrare. Hon var en känd samtidsgestalt som tilldrog sig mycket uppmärksamhet för sitt äventyrliga liv. Hon hade en gång en förbindelse med Casanova. Hon höll en salong i London mellan 1760 och 1778.  
Hon var dotter till skådespelaren och teaterentreprenören Giuseppe Imer och växte upp i Venedig. Hon blev 1741 mätress till senator Alvise Gasparo Malipiero och hade även en förbindelse med Casanova. 
År 1742 debuterade hon som sångerska i Venedig och uppträdde senare i Wien, London, Hamburg, Köpenhamn, Paris och Bayreuth. Hon gifte sig 1742/43 med dansaren Angelo Pompeati (1701–1768), men de separerade 1755. Hon finansierades av prinsen av Lorraine och var 1756–1757 ledare för en egen teatertrupp i Österrikiska Nederländerna, men gick i konkurs. 
Hon gifte sig 1759 med den förmögna holländaren Jan Riygerboosa Cornelis och flyttade 1760 till London. Hon höll där en salong med baler, konserter och maskerader. Bland hennes gäster fanns Samuel Johnson och Oliver Goldsmith, Horatio Walpole och Fanny Burney. 
År 1778 gick hon i konkurs, och från 1785 levde hon som mjölkerska under namnet Mrs Smith. Hon avled i gäldfängelse.